# Piskowitz (Priestewitz)
Piskowitz ist ein Ortsteil der Gemeinde Priestewitz im Landkreis Meißen in Sachsen. 

Der 76 Hektar umfassende Ort liegt an der Südseite der 193 Meter hohen Wantewitzer Anhöhe etwa 2,5 Kilometer südlich des Kernortes Priestewitz zwischen den Ortslagen von Wantewitz und Gävernitz. Durch Piskowitz führt die Bundesstraße 101.

## Geschichte
Piskowitz wurde ursprünglich als Rundweiler mit Blockflur angelegt. Der sächsische Heimat- und Höhlenforscher Otto Mörtzsch vermutete in seinem 1935 erschienenen Werk „Topographische Beschreibung der Amtshauptmannschaft Großenhain“, dass es sich hier wohl um eine „bischöfliche Gründung im Wendenland“ handelte. Eine erste urkundliche Erwähnung erfuhr der Ort schließlich im Jahre 1205 als Bizcopitz. Der Ortsname wird als Siedlung der Leute eines Bischofs gedeutet.  Weitere Formen des Ortsnamens waren im Laufe der Zeit laut dem Digitalen Historischen Ortsverzeichnis von Sachsen (HOV) des Instituts für Sächsische Geschichte und Volkskunde e. V. (ISGV): Biscopiz (1279), Biscopitz (1341), Piskepicz (1406), Bißkowicz (1467) und Piskewitz (1551).
Der Ort zahlte im Jahre 1406 Landbete nach Hayn. Die dazugehörige Gemarkungsgröße wurde in jenem Jahre mit 4 Hufen angegeben. Um 1662 waren vier Mann ansässig sind und die dazugehörige Fläche Land umfasste eine Größe von 4 1⁄2 Hufen. Ein Jahr zuvor heißt es, dass in Piskowitz drei besessene Mann ansässig sind. Laut der 1841 erschienenen Schrift „Sachsens Kirchengalerie–Die Inspectionen Großenhain, Radeberg und Bischofswerda“ soll Piskowitz in dieser Zeit, wie bereits auch schon 1566, aus drei Gütern mit 27 Einwohnern bestanden haben, wobei zwei Güter seit 1837 in den Händen eines Besitzers waren.
Eingepfarrt war und ist der Ort seit der Reformation nach Wantewitz, wohin auch die Kinder zur Schule gingen.
1873 wurde Piskowitz in das benachbarte Wantewitz eingemeindet, welches schließlich am 1. Januar 1950 in der Gemeinde Gävernitz aufging. Seit 1973 gehörte der Ort zu Kmehlen-Gävernitz, die wiederum einige Jahre nach der Wende 1994 nach Priestewitz eingemeindet wurde.
Geprägt wird Piskowitz heute von einigen aus dem 19. Jahrhundert stammenden Dreiseitenhöfen sowie von Hopfenfeldern, die sich großflächig nahe der Bundesstraße befinden.

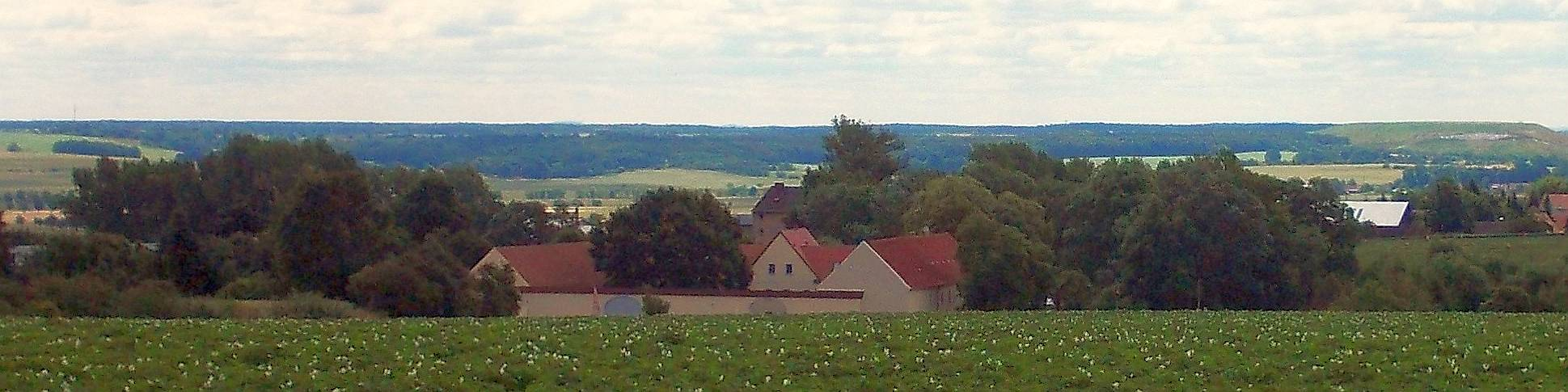
Piskowitz von der Wantewitzer Höhe gesehen (2014)